# Patty Boydstun
Patricia Boydstun, detta Patty (Council, 22 dicembre 1951), è un'ex sciatrice alpina statunitense.

## Biografia
Sciatrice originaria di McCall, Patty Boydstun esordì in Coppa del Mondo il 15 marzo 1968 ad Aspen in discesa libera (32ª); in seguito si dedicò quasi esclusivamente allo slalom speciale e ottenne in tale specialità tutti i risultati di rilievo della sua carriera. In Coppa del Mondo conquistò il primo piazzamento a punti il 6 aprile 1968 a Heavenly Valley (10ª) e il miglior risultato il 9 gennaio 1971 a Oberstaufen (5ª); agli XI Giochi olimpici invernali di Sapporo 1972, sua unica partecipazione olimpica, si piazzò all'8º posto. In Coppa del Mondo bissò il suo miglior risultato il 3 marzo dello stesso anno a Heavenly Valley (5ª), ottenne l'ultimo piazzamento il 22 marzo 1973 nella medesima località (14ª) e prese per l'ultima volta il via il giorno seguente ancora a Heavenly Valley in slalom gigante, senza completare l'ultima gara della sua carriera.

## Palmarès

### Coppa del Mondo
- Miglior piazzamento in classifica generale: 24ª nel 1972

### Campionati statunitensi
- 1 oro (slalom speciale nel 1970)[senza fonte]